# Gefängnis ohne Gitter
Gefängnis ohne Gitter ist ein US-amerikanisches Filmdrama aus dem Jahr 1949 von Kurt Neumann mit Audie Murphy, Lloyd Nolan und Jane Wyatt in den Hauptrollen. Der Film wurde von Monogram Pictures produziert.

## Handlung
Der 17-jährige Waise Danny Lester arbeitet als Page in einem texanischen Hotel. Seit vier Jahren ist er mit dem Gesetz in Konflikt, insgesamt gibt es 62 verschiedene Anklagen gegen ihn. Mit seinem Kollegen Joe Shields überfällt er eine Gruppe Würfelspieler in dem Hotel. Bei seiner Flucht wird er jedoch geschnappt. Er wird vor das Jugendgericht in Dallas gestellt und von Richterin Prentiss zu 20 Jahren Gefängnis verurteilt. Bis er 18 Jahre alt ist, muss er in eine Erziehungsanstalt, bevor er dann die Reststrafe in einem Staatsgefängnis absitzt. Marshall Brown, Leiter des Variety Boys' Club in Copperas Cove, setzt sich bei der Richterin dafür ein, dass Danny in seine Einrichtung eingewiesen wird. Richterin Prentiss stimmt dem zu.
Danny wird am nächsten Tag von Brown und dessen Partner Chief nach Copperas Cove gebracht. Dort angekommen will Danny Chiefs Autorität untergraben und greift ihn an, doch Chief wehrt ihn problemlos ab und macht ihn vor den anderen Jungs lächerlich. Nachts ruft Danny im Schlaf nach seiner Mutter, worüber die anderen ihre Scherze machen. Danny wird zur Küchenarbeit eingeteilt. Mrs. Brown findet ihn sympathisch. Eines Nachts schleicht sich Danny aus dem Schlafsaal. Mit einem Pferd reitet er in die nahe Stadt und bricht bei einem Juwelier ein. Er stiehlt das Geld in der Kasse, steckt es in einen Briefumschlag, den er an sich selber adressiert und abschickt.
Beim Frühstück gerät Danny mit Bitsy Johnson und Ted Hendry in Streit. Bevor es zu einer Schlägerei kommt, interveniert Chief, der vorschlägt, dass die Jungs ihre Wut im Boxring auslassen. Mit einem unfairen Trick gewinnt Danny den Kampf gegen Ted, was jedoch die Zuschauer gegen ihn aufbringt. Die Jungs wollen Danny bestrafen, indem sie ihn von nun an wie Luft behandeln.
Marshall Brown ist um Danny besorgt, da der keinerlei Einsicht oder Besserung zeigt. Er nimmt Kontakt zu Arnold Strawn auf, Dannys Stiefvater, doch auch der kann ihm nicht weiterhelfen. Brown bringt die anderen Jungen dazu, Danny nicht mehr zu ignorieren. Und tatsächlich kann Danny an einem improvisierten Polospiel mit Besen teilnehmen. Nach dem Spiel will er Teds Pferd, das diesem vermacht wurde, für 200 Dollar kaufen. Brown erhält Post von Richterin Prentiss. Danny darf die nächsten vier Jahre in der Einrichtung verbringen und an der Texas A&M University studieren.
Ted verkauft Danny das Pferd, woraufhin sich Brown wundert, woher das Geld stammt. Er sucht den Drugstore auf, in dem Danny gearbeitet hat. Auf dem Weg dorthin sieht er Strawn wieder, der als Laienpsychologe eine Aufführung in einem Zelt gibt. Dannys Stiefschwester Lila erzählt ihm, dass Danny weggerannt sei, weil er seine Mutter umgebracht habe. Strawn habe seine kränkliche Frau überzeugt, nicht krank zu sein und die verschriebene Medizin nicht einzunehmen. Um seiner Mutter zu helfen, brachte Danny ihr Schlaftabletten aus dem Drugstore mit. Lila ist überzeugt, dass ihr Stiefbruder seiner Mutter absichtlich eine zu hohe Dosis verabreicht hat. Als Strawn dann Danny provozierend einen Mörder nannte, schlug ihn Danny nieder, brannte das Zelt ab und lief weg.
In der Nacht reitet Danny wieder in die Stadt, diesmal bricht er in ein Bekleidungsgeschäft ein und stiehlt Kleidung. Seine Flucht wird von Sheriff Wells bemerkt, der dem davon galoppierenden Jungen hinterher schießt. Am Morgen informiert ihn Chief, dass der Sheriff das Geständnis des schuldigen Jungen erwarte. Zur gleichen Zeit informiert Mrs. Brown Danny, dass sowohl sein Stiefvater als auch Lila zu den Opfern der Texas-City-Explosion gehören. Marshall Brown erfährt indessen, dass Dannys Mutter an einer natürlichen Todesart verstarb und die Schlaftabletten nichts mit dem Tod zu tun hatten. Als Sheriff Wells zum Club kommt, flüchtet Danny mit einem Auto. Mehrere Streifenwagen verfolgen ihn. Ein Polizist zerschießt einen Reifen, was zu einem Unfall führt. Verletzt kann sich Danny jedoch in die Wälder schlagen. Marshall kommt hinzu und ruft in den Wald, dass Danny keine Schuld am Tod seiner Mutter treffe. Erschöpft und voller Schmerzen gibt Danny auf.
Dannys früherer Komplize Joe liest in der Zeitung von den Ereignissen. Er befürchtet, dass Dannys Aussagen gefährlich für ihn sein können und fährt zum Krankenhaus, in dem Danny liegt. Joe schleicht sich ins Zimmer und schlägt den Danny bewachenden Polizisten nieder. Gerade als er mit Danny das Zimmer verlassen will, erscheint Mrs. Brown. Joe bedroht sie mit einer Pistole. Mrs. Brown erklärt, dass ihr Mann an einer zweiten Chance für Danny arbeite. Als Joe sie schlagen will, greift Danny ein. Die hinzu eilenden Marshall Brown und Chief beenden den Kampf.
Marshall Brown sagt vor Gericht zu Gunsten Dannys aus. Richterin Prentiss belässt ihn in Browns Obhut. Aus Danny wird ein friedlicher junger Mann, der Ingenieurwesen studiert.

## Produktion

### Hintergrund
Gedreht wurde der Film von Mitte Oktober bis Mitte November 1948 in Thousand Oaks sowie in den Monogram-Studios in Los Angeles.
Im Vorspann wurde mitgeteilt, dass der Film in Zusammenarbeit mit dem Variety Club, einem 1927 gegründeten Wohltätigkeitsverein für benachteiligte Kinder, entstand. Die Geschichte des Films basiert auf Material aus den Unterlagen einer Variety Club Boys' Ranch im texanischen Copperas Cove.

### Stab
Gordon Wiles und Raymond Boltz jr. waren für das Szenenbild zuständig.

### Besetzung
In kleinen nicht im Abspann erwähnten Nebenrollen traten Marie Blake, George Eldredge, Harold Goodwin, Walter Sande, Ray Teal, Charles Trowbridge und Bill Walker auf. Ebenfalls unerwähnt blieb Stephen Chase als Sheriff Wells.
Audie Murphy spielte in seinem dritten Spielfilm erstmals die Hauptrolle. Er bekam die Rolle, nachdem seine Schwester Cherry den Theaterproduzenten Paul Short kontaktierte, der den Film für die Organisatoren des Variety Clubs produzierte. Murphy, der nur wenig Chancen sah, in Hollywood Fuß zu fassen, wurde zunächst wegen mangelnder Erfahrung vom Präsidenten des Produktionsstudios abgelehnt, auch wenn er in den Probeaufnahmen einen guten Eindruck machte. Cherry, Short und einige andere Investoren bestanden jedoch auf Murphy in der Hauptrolle, ansonsten würden sie die Finanzierung des Films beenden. Unter diesem Druck gab das Studio nach und gab Murphy die Hauptrolle.

## Veröffentlichung
Die Premiere des Films fand am 22. Februar 1949 statt. In der Bundesrepublik Deutschland kam er am 24. August 1951 in die Kinos, in Österreich zwei Wochen vorher.

## Kritiken
Das Lexikon des internationalen Films schrieb: „Eine erzieherisch ausgerichtete Geschichte voller unwahrscheinlicher und reißerischer Elemente.“
Der Kritiker des TV Guide sah einen aufrichtigen Versuch, die Arbeit das Variety Clubs darzustellen. Kein schlechter Film, auch wenn die Moral zu dick aufgetragen werde.